# Jules Houdoy
Jules Houdoy, né à Lille le 12 décembre 1818, où il est mort le 28 janvier 1882, est un historien et archéologue français. Il a été président de la Société des sciences et arts de Lille et membre correspondant du ministère de l'Instruction publique pour les travaux historiques. Il succède brièvement à Édouard Reynart à la tête du palais des Beaux-Arts de Lille en 1879.
Il a consacré de nombreux ouvrages à la création artistique dans le Nord de la France, étudiant notamment la tapisserie flamande ou la faïence lilloise.

## Publications
- Histoire de la céramique lilloise précédée de documents inédits, Paris, Auguste Aubry, 1869 (lire en ligne).
- La Halle échevinale de la ville de Lille, 1235-1664, Paris, Auguste Aubry, 1870 (lire en ligne).
- L'Impôt sur le revenu au XVIe siècle : Les états de Lille et le duc d'Albe, Lille, Imp. de L. Danel, 1872 (lire en ligne).
- Histoire artistique de la cathédrale de Cambrai, Paris, D. Morgand et C. Fatout, 1880 (lire en ligne).
- L'Académie des Arts de Lille : Études artistiques, Paris, 1877, p. 89-114.